# 周文王陵
周文王陵指西周时周文王的陵墓，由于历史久远，具体所在已湮灭。
《括地志》记载周文王墓、周武王墓在雍州万年县西南二十八里的毕原上，在渭水以南，今西安市鄠邑区一带。武则天建立武周，以周文王为自己的始祖，陵号德陵。
今陕西省咸陽市城北6公里渭城区周陵镇周陵中學旁周文王陵。墓前有清代畢沅担任陝西巡撫期间所立的碑石。实际上，受限于当时考古技术，毕沅在关中地区帝王陵墓所立石碑“对的和错的同样多”。有專家指稱咸陽的周文王陵是为公陵（秦惠文王陵）。